# Freddy García (baseball)
Pour les articles homonymes, voir Freddy García et García.
Freddy Antonio García (né le 10 juin 1976 à Caracas, Venezuela) est un ancien lanceur droitier de baseball qui a évolué dans les Ligues majeures de 1999 à 2013.
García compte deux sélections au match des étoiles en 2001 et 2002 comme membre des Mariners de Seattle et remporte la Série mondiale 2005 avec les White Sox de Chicago.

## Carrière

### Mariners de Seattle
Freddy García est recruté comme agent libre amateur par les Astros de Houston en 1993. Encore joueur de Ligues mineures, il est transféré chez les Mariners de Seattle le 31 juillet 1998.
Il fait ses débuts en Ligue majeure le 7 avril 1999 sous les couleurs des Mariners.

### White Sox de Chicago

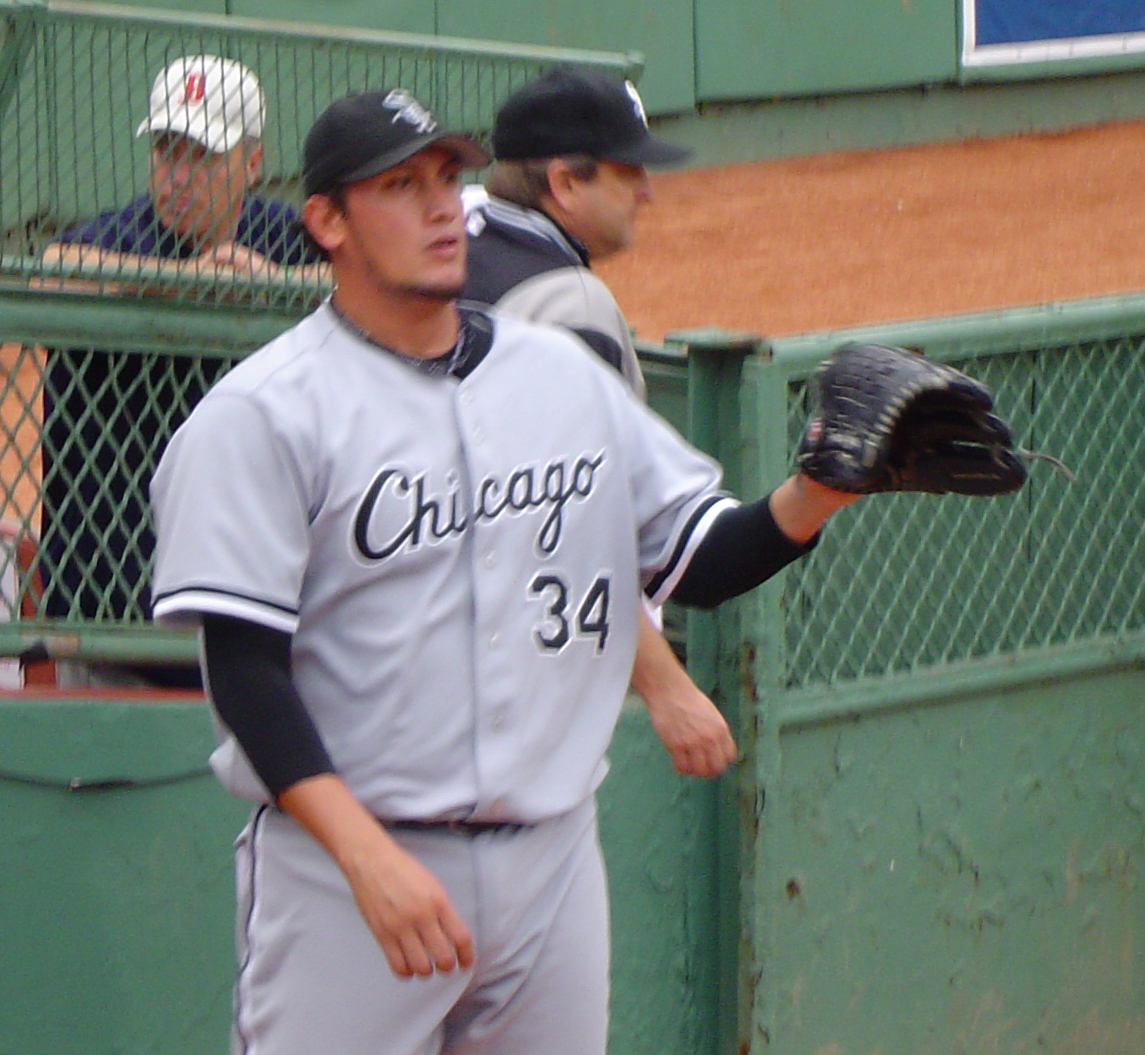
Freddy García en 2005 avec les White Sox de Chicago.

Les Mariners transfèrent García aux White Sox de Chicago le 27 juin 2004 chez les White Sox de Chicago. Avec le receveur Ben Davis, il prend le chemin de Chicago alors que Seattle reçoit Michael Morse, alors joueur d'arrêt-court en ligues mineures, le receveur Miguel Olivo et le voltigeur Jeremy Reed.
García prend part à la saison 2005 des Sox qui s'achève par une victoire en série mondiale.

### Équipe du Venezuela
Avec l'équipe du Venezuela, il prend part à la Classique mondiale de baseball 2006.

### Phillies de Philadelphie
García est échangé le 6 décembre 2006 aux Phillies de Philadelphie contre Gio Gonzalez et Gavin Floyd.

### Tigers de Détroit
Devenu agent libre à la fin de la saison 2007, il s'engage le 12 août 2008 avec les Tigers de Détroit.

### Retour chez les White Sox
Il s'engage ensuite en 2009 avec les White Sox de Chicago. L'option pour la saison 2010 est activée par les Sox qui le conserve donc dans leur effectif. Après une saison de 12 victoires et six défaites en 28 départs pour les White Sox en 2010, Garcia devient agent libre.

### Yankees de New York

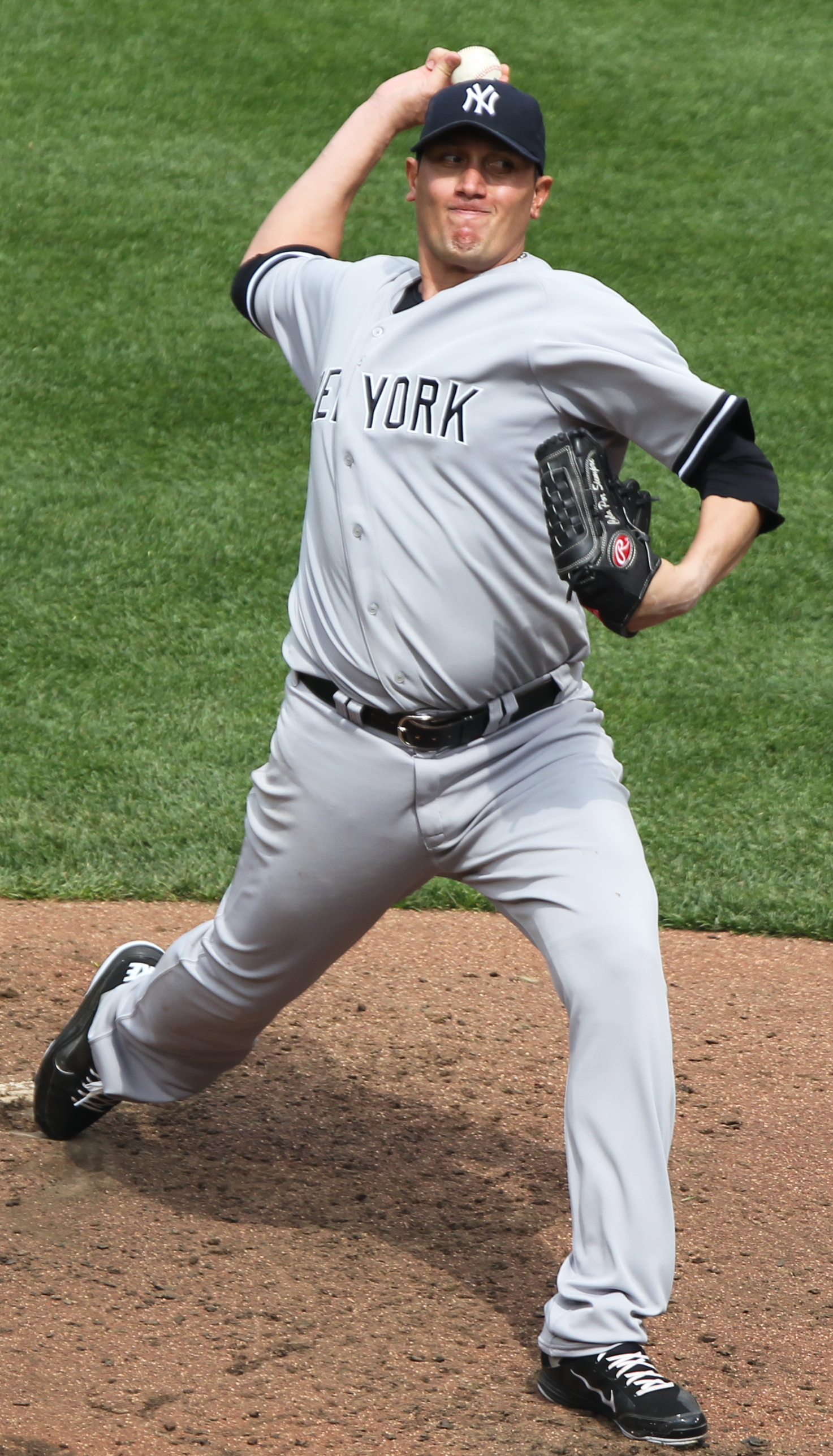
García en 2011 avec les Yankees de New York.

Il rejoint au début 2011 les Yankees de New York.
García connaît une très bonne première année chez les Yankees en 2011. Il remporte 12 victoires contre 8 défaites. Les Yankees lui accordent un autre contrat d'un an, pour la saison 2012. En 2012, il alterne entre le poste de lanceur partant (17 départs) et l'enclos de relève (13 sorties). Sa moyenne s'élève à 5,20 en 107 manches et un tiers lancées avec 7 victoires et 6 défaites.

### Orioles de Baltimore
Il est du camp d'entraînement des Padres de San Diego en 2013 mais est retranché par le club le 24 mars. Le 30 mars, il signe un contrat des ligues mineures avec les Orioles de Baltimore. Il effectue 10 départs et ajoute une présence en relève pour les Orioles, mais sa moyenne de points mérités est très élevée : 5,77 en 53 manches. Il remporte 3 victoires contre 5 défaites.

### Braves d'Atlanta
Le 23 août 2013, les Braves d'Atlanta, toujours à la recherche d'un lanceur partant pour remplacer Tim Hudson, blessé pour le reste de la saison, achètent le contrat des Freddy García des Orioles de Baltimore. Garcia apparaît dans 6 matchs des Braves en fin de saison 2013 et fait bien au cours des 27 manches et un tiers qu'il lance. Sa moyenne de points mérités n'est que 1,65 en 3 sorties en relève et 3 départs. Il est crédité d'une victoire contre deux défaites. Le 7 octobre, alors qu'Atlanta fait face à l'élimination, il est choisi comme lanceur partant des Braves pour le 4e match de la Série de divisions de la Ligue nationale contre les Dodgers de Los Angeles.
Malgré de nombreuses blessures chez les lanceurs partants des Braves durant le camp d'entraînement 2014, les Braves choisissent de renoncer à García et le libèrent de son contrat le 24 mars, à quelques jours du début de leur saison. En mars 2015, García rejoint les Dodgers de Los Angeles. Après un bref passage de seulement 4 matchs chez les Dodgers d'Oklahoma City, club-école de la franchise californienne, il poursuit l'année en Ligue mexicaine de baseball. 

### Série des Caraïbes 2016 et retraite
Durant l'hiver 2015-2016, il rejoint les Tigres de Aragua de la Ligue vénézuélienne. Il annonce qu'il mettra fin à sa carrière après la Série des Caraïbes 2016, pour laquelle les Tigres se qualifient. Lanceur partant des Tigres face aux Venados de Mazatlán lors du match final de la série, García accorde deux points mérités sur 4 coups sûrs le 7 février 2016. Il n'est pas impliqué dans la décision lorsque Mazatlán revient de l'arrière en fin de match pour remporter le championnat. C'est le dernier match de la carrière de García.
Freddy García a joué 376 matchs sur 15 saisons dans le baseball majeur, de 1999 à 2013, et 357 de ces parties ont été jouées dans le rôle de lanceur partant. Gagnant de 156 matchs contre 108 défaites, sa moyenne de points mérités en carrière s'élève à 4,15 en 2 264 manches lancées. Il a réussi 12 matchs complets dont 4 blanchissages et compilé 1 621 retraits sur des prises.

## Statistiques
| Saison | Équipe       | G   | GS  | CG | SHO | V   | D  | SV | IP     | SO   | ERA  |
| ------ | ------------ | --- | --- | -- | --- | --- | -- | -- | ------ | ---- | ---- |
| 1999   | Seattle      | 33  | 33  | 2  | 1   | 17  | 8  | 0  | 201.1  | 170  | 4,07 |
| 2000   | Seattle      | 21  | 20  | 0  | 0   | 9   | 5  | 0  | 124.1  | 79   | 3,91 |
| 2001   | Seattle      | 34  | 34  | 4  | 0   | 18  | 6  | 0  | 238.2  | 163  | 3,05 |
| 2002   | Seattle      | 34  | 34  | 1  | 0   | 16  | 10 | 0  | 223.2  | 181  | 4,39 |
| 2003   | Seattle      | 33  | 33  | 1  | 0   | 12  | 14 | 0  | 201.1  | 144  | 4,51 |
| 2004   | Seattle      | 15  | 15  | 1  | 0   | 4   | 7  | 0  | 107.0  | 82   | 3,20 |
| 2004   | Chicago WS   | 16  | 16  | 0  | 0   | 9   | 4  | 0  | 103.0  | 102  | 4,46 |
| 2005   | Chicago WS   | 33  | 33  | 2  | 0   | 14  | 8  | 0  | 228.0  | 146  | 3,87 |
| 2006   | Chicago WS   | 33  | 33  | 1  | 0   | 17  | 9  | 0  | 216.1  | 135  | 4,53 |
| 2007   | Philadelphie | 11  | 11  | 0  | 0   | 1   | 5  | 0  | 58.0   | 50   | 5,90 |
| 2008   | Détroit      | 3   | 3   | 0  | 0   | 1   | 1  | 0  | 15.0   | 12   | 4,20 |
| 2009   | Chicago WS   | 9   | 9   | 0  | 0   | 3   | 4  | 0  | 56.0   | 37   | 4,34 |
| 2010   | Chicago WS   | 28  | 28  | 0  | 0   | 12  | 6  | 0  | 157.0  | 89   | 4,64 |
| Totaux | Totaux       | 303 | 302 | 12 | 4   | 133 | 87 | 0  | 1929.2 | 1390 | 4,13 |

| Saison | Équipe     | G | GS | CG | SHO | V | D | SV | IP   | SO | ERA  |
| ------ | ---------- | - | -- | -- | --- | - | - | -- | ---- | -- | ---- |
| 2000   | Seattle    | 3 | 3  | 0  | 0   | 2 | 0 | 0  | 15.0 | 13 |      |
| 2001   | Seattle    | 3 | 3  | 0  | 0   | 1 | 2 | 0  | 19.0 | 19 |      |
| 2005   | Chicago WS | 3 | 3  | 1  | 0   | 3 | 0 | 0  | 21.0 | 13 |      |
| Totaux | Totaux     | 9 | 9  | 1  | 0   | 6 | 2 | 0  | 55.0 | 45 | 3,11 |

Note : G = Matches joués ; GS = Matches comme lanceur partant ; CG = Matches complets ; SHO = Blanchissages ; 
V = Victoires ; D = Défaites ; SV = Sauvetages ; IP = Manches lancées ; SO = Retraits sur des prises ; ERA = Moyenne de points mérités.